# Islamorada
Islamorada – wieś w Stanach Zjednoczonych, w stanie Floryda, w hrabstwie Monroe, nad Oceanem Atlantyckim. Położona na pięciu wyspach, miejscowość jest ważnym ośrodkiem turystycznym Florydy.